# 施托尔察尔珀
施托尔察尔珀是奥地利施蒂利亚州穆劳县的一个市镇。总面积11平方公里，总人口493人，人口密度44.8人/平方公里（2005年）。